# Jóhann Jóhannsson
Jóhann Gunnar Jóhannsson (19. září 1969 Reykjavík, Island – 9. února 2018 Berlín) byl islandský hudební skladatel filmové, televizní, taneční a divadelní hudby, který také vydával sólo alba od roku 2002. V roce 2016 podepsal nahrávací smlouvu se společností Deutsche Grammophon, skrze kterou vydal své poslední album Orphée. Byl nominovaný na Oscara za hudbu, kterou složil k filmům Teorie všeho a Sicario: Nájemný vrah. Za hudbu k filmu Teorie všeho získal Zlatý glóbus.

## Hudba k filmům
| Rok  | Název filmu           | Ocenění |
| ---- | --------------------- | --- |
| 2012 | Mystery               | vítězství – Golden Horse Award nominace – Asian Film Award                                                 |
| 2013 | Zmizení               | |
| 2014 | Teorie všeho          | vítězství – Zlatý glóbus nominace – Oscar nominace – Filmová cena Britské akademie nominace – Grammy Award |
| 2015 | Sicario: Nájemný vrah | nominace – Oscar nominace – Filmová cena Britské akademie                                                  |
| 2016 | Příchozí              | nominace – Zlatý glóbus                                                                                    |
| 2017 | Mother                | |
| 2018 | The Mercy             | |